# Глинена таблица
Глинене таблице су коришћене као материјал на коме се писало, тачније отискивало. Користиле су се на Блиском истоку више од два и по миленијума.

## Технологија израде
Глина је била јефтина и лако се обликовала у плочице. Отискивање се вршило на свежим таблицама стилусом које је имало оштар троугласти врх. Таблице су биле различитих боја: у боји чоколаде, угља или беле кости. На таблицама су се прво утискивали пиктограми, хијероглифи. Касније, када су Сумери почели користити клинасто писмо прешло се на утискивање фонетских симбола. Када се отискивање завршило таблице су сушене на сунцу. Касније би таблице стављали у ватру како би очврснуле. Глинене таблице представљају основе фондова првих библиотека. На десетине глинених таблица су пронађене у Месопотамији, Сирији, Персији, чак на Криту и у Грчкој.